# Victoria Kjær Theilvig
Victoria Kjær Theilvig (født 13. november 2003 i Herlev) er en dansk fotomodel og tidligere danser. Hun vandt i 2024 som den første dansker titlen som Miss Universe.

## Opvækst
Theilvig er født og opvokset i Herlev. Ifølge hende selv er hun vokset op i en meget dysfunktionel familie, som kæmpede med stofmisbrug, og hun har været offer for voldtægt og misbrug. Den 19. maj 2018 blev hun konfirmeret i Lindehøj Kirke i Herlev.

## Karriere
Victoria Kjær Theilvig begyndte sin karriere som professionel danser og har senere arbejdet som model. Hun deltog i Miss Danmark 2021, hvor hun opnåede en topplacering. I 2022 repræsenterede hun Danmark ved Miss Grand International i Indonesien og nåede top 20.

## Miss Universe 2024
I september 2024 blev Theilvig udpeget til at repræsentere Danmark ved Miss Universe 2024 i Mexico City. Den 16. november 2024 blev hun kronet som Miss Universe 2024, hvilket gjorde hende til den første danske vinder af titlen.

### Lys på Empire State Building
Empire State Building i New York City er kendt for sine farverige tårnlys, der fejrer begivenheder, helligdage og vigtige mærkesager. Efter Victoria Kjær Theilvigs sejr i Miss Universe 2024 blev bygningen d. 22 november 2024 oplyst i de danske nationalfarver, rød og hvid, som en hyldest til hendes bedrift.

### Biografier
Kort tid efter Victoria Kjær Theilvigs sejr i Miss Universe 2024 blev der udgivet flere engelsksprogede biografier om hendes liv og karriere. Disse bøger inkluderer blandt andet "VICTORIA KJÆR THEILVIG BIOGRAPHY : From Denmark to Miss Universe" af Amber Spencer, som giver et indblik i hendes rejse fra Danmark til at vinde Miss Universe-titlen. Andre biografier som "Victoria Kjær Theilvig: From Denmark to Miss Universe-A Journey of Beauty, Resilience, and Inspiration" af Grace K. Paulson er også udgivet.

### Sociale medier
Efter sin sejr i Miss Universe 2024 oplevede Victoria Kjær Theilvig en markant stigning i sin popularitet på sociale medier. Hendes Instagram-profil voksede fra lidt over 50.000 følgere til over 248.000 inden for få timer efter konkurrencen. Seks dage efter havde hun opnået over 780.000 følgere.